# Stoliczku, nakryj się (film 2008)
Stoliczku, nakryj się (niem. Tischlein deck dich) – niemiecki film familijny z 2008 roku, należący do cyklu filmów telewizyjnych Najpiękniejsze baśnie braci Grimm. Film jest adaptacją baśni braci Grimm pt. Stoliczku, nakryj się. 

## Treść
Trzech braci opuszcza rodzinny dom by uczyć się zawodu. Jockel zostaje stolarzem, Emil młynarzem, a Max krawcem. Każdy z nich na koniec nauki otrzymuje magiczny prezent. Jockel dostaje stolik, na którym jedzenie pojawia się samo, Emil osła, który wydala złote monety, a Max kij samobij. Gdy, w drodze powrotnej, dwaj starsi bracia zostają okradzeni przez karczmarza, Max postanawia ich pomścić i odzyskać ich własność.

## Obsada
- Remo Schulze - Max Klopstock
- Linn Sara Reusse - Lotte
- Franz Xaver Brückner - Emil Klopstock
- Christian Polito - Jockel Klopstock
- Helmut Zierl - ojciec Klopstock
- Karin Thaler - Imme, matka Lotty
- Winfried Glatzeder - krawiec
- Ursula Karusseit - krawcowa
- Michael Brandner - karczmarz
- Christine Neubauer - żona karczmarza
- Wolfgang Winkler - młynarz
- Ludger Pistor - stolarz

## Plenery
Zdjęcia do filmu powstały w skansenie w Detmold.